# Tim Reigel
Tim Reigel (28 ottobre 1980) è un ex calciatore belga, di ruolo centrocampista.